# Marcelo Courrege
Marcelo Courrege (Rio de Janeiro, 22 de novembro) de 1981 é um jornalista e repórter esportivo brasileiro.
Em sua carreira, Courrege participou de diversas coberturas de eventos esportivos como o Campeonato Brasileiro, a Copa do Brasil e o Campeonato Carioca; além de competições internacionais como a Eurocopa, a Liga dos Campeões, a Libertadores da América e a NBA e as Olímpiadas. Courrege também participou de coberturas de competições internacionais de outros esportes como Vôlei, Ginástica artística, Canoagem e Fórmula 1.
Também foi correspondente internacional em Moscou e Londres.

## Biografia
Nasceu em 22 de novembro de 1981, na cidade do Rio de Janeiro.

### Genealogia
É neto de Evandro Estrella da Silva, natural de Cachoeira, no Recôncavo Baiano. Seu avô migrou para o Rio de Janeiro nos anos 1930, ao lado de um irmão, após a morte precoce do pai.

## Formação
No ano 2000, ingressou na PUC-Rio, Pontifícia Universidade Católica do Rio de Janeiro, para cursar de Comunicação Social - Jornalismo, formando-se em 2003.

## Carreira
Começou sua carreira em 2002, no jornal esportivo Lance!.
No ano seguinte, passou num processo seletivo para o Infoglobo. Ingressou no Grupo Globo em 2004, atuando inicialmente como repórter do Sistema Globo de Rádio, ao lado do radialista Eraldo Leite.

### 2007: Estreia na TV Globo
Em 2007, foi contratado pela TV Globo, estreando na cobertura dos Jogos Pan-Americanos do Rio. Inicialmente, se destacou com reportagens sobre vôlei e em 2012 foi designado para cobrir a Fórmula 1, permitindo que ele viajasse para vários países.
Em 2017, viaja para Moscou para a cobertura da Copa do Mundo da Rússia, tornando-se correspondente internacional e passando a fazer também, reportagens políticas: cobriu o centenário da Revolução Russa; a visita de Michel Temer, então presidente do Brasil, ao país em 2017; e a eleição de Vladimir Putin no ano seguinte. Ainda em 2018, mostrou o sofrimento de pessoas que perderam seus filhos para o Estado Islâmico, em reportagem para o Jornal Hoje.
Foi correspondente da TV Globo em Londres.

## Vida pessoal
Em 2014, casou-se com a também jornalista esportiva Renata Heilborn. O casamento durou dez anos.
No carnaval de 2024, assumiu estar namorando a jornalista da TV Globo, Carol Barcelos, que até então era sua madrinha de seu casamento, o fato teve grande repercussão na mídia, gerando especulação de traição.